# Menschen Vereeniging Wolbodo
De Menschen Vereeniging Wolbodo (oorspronkelijk: Sint Wolbodo) is een studentenvereniging in Delft.

## Geschiedenis

### Oprichting
Menschen Vereeniging Wolbodo ontstond halverwege de 20e eeuw uit de Parochiale Studentenkring, een groep studenten die regelmatig samenkwam voor discussies in de katholieke studentenkapel van Delft. De kring, opgericht in de jaren 50, was in korte tijd flink in grootte toegenomen, en er ontstond een behoefte aan een gezelligheidsvereniging. Dit leidde op 14 mei 1959 tot de oprichting van de rooms-katholieke vereniging Sint Wolbodo, vernoemd naar de beschermheilige voor studenten.

### Jaren 1960
In december 1960 kreeg de vereniging een eigen sociëteit, in een voormalig café aan de Verwersdijk. Bij haar tweejarig bestaan bestond de vereniging inmiddels uit zo'n 70 leden, en vormde zij na K.S.V. Sanctus Virgilius de tweede rooms-katholieke vereniging van Delft. De vereniging functioneerde als een "echte" studentenvereniging, inclusief kennismakingstijd. De vereniging groeide de eerste jaren snel, en had in 1962 zo'n 100 leden.
Al vrij kort na haar oprichting zocht de vereniging naar oecumene met niet-rooms-katholieken. Zo werd de heropening van het verbouwde verenigingspand, sociëteit "Novum", in 1962 verricht door de gereformeerde studentenpredikant R.J. van der Veen.
Hoewel de vereniging in de beginjaren acteerde als alternatief voor het grotere K.S.V. Sanctus Virgilius, werd er met enige regelmaat wel samengewerkt. Zo verschenen zij tijdens de verkiezingen voor de studentenraad van 1964 op een gezamenlijke lijst en organiseerden de beide verenigingen in 1965 de "Katholieke Studentendagen 1965", een tweedaags congres voor rooms-katholieke studenten uit Nederland en daarbuiten. Lang zou de samenwerking echter niet duren: In januari 1966 streepte de vereniging het "katholiek" uit haar statuten. De vereniging was niet langer van mening dat het katholicisme een voorwaarde was om een zinvol leven te kunnen leiden.

### Novum Jazz
Tussen 1964 en 1968 organiseerde Wolbodo met enige regelmaat "jazz-avonden". De programmering van deze evenementen, onder de naam Novum Jazz, lag in handen van Emile Andringa en de latere jazzpublicist Eddy Determeyer. Onder andere Michel Waisvisz trad hier in die tijd op. Deze avonden trokken een artistieke en progressief publiek naar de sociëteit. De avond van 3 november 1967, ter ere van de Delftse kunstenaar Jan Schoonhoven, liep zodanig uit de hand dat de sociëteit door de politie gesloten werd en de gemeente Delft de muziek- en nachtvergunning van de vereniging introk. Schoonhoven, die net de tweede prijs op de Biënnale van São Paulo had gewonnen, liet zich met een collega-kunstenaar in adamskostuum bodypainten door de Amerikaans-Japanse kunstenares Yayoi Kusama. Dit veroorzaakte de nodige commotie en publiciteit. Hoewel meerdere vergunningen van de societeit door het gebeuren waren ingetrokken, mocht de geplande cabaretvoorstelling van het Mojo-theater van enkele dagen later wel doorgang vinden. Dit Mojo-theater, opgericht door Berry Visser en enkele andere studenten was de voorloper van wat later Mojo Concerts zou worden. Onder anderen Adèle Bloemendaal, Frans Halsema en Gerard Cox traden in het mojo-theater op.

### Jaren 90+
In 1990 organiseerden de leden de eerste editie van het popfestival Wolpop, dat daarna jaarlijks - soms met tussenpozen van enkele jaren - zou terugkeren. De door verenigingsleden gemaakte film "Verband" won in 2002 de publieksprijs op het Rotterdams Studenten Filmfestival. Tot 2019 had de vereniging een open eettafel.
In 2023 kreeg Wolbodo een berisping van de TU Delft, naar aanleiding van een workshop modeltekenen voor aankomende TU-studentes. In de workshop werd er gewerkt met een mannelijk naaktmodel.

## Activiteiten
De vereniging houdt borrels en feesten. Er zijn anno 2023 bijna maandelijks concerten en voorstellingen te zien. Dit wordt georganiseerd onder de noemer Wolpop.